# Henk Barendregt
Hendrik Pieter „Henk“ Barendregt (* 1947 in Amsterdam) ist ein niederländischer mathematischer Logiker. Er ist emeritierter Professor für Grundlagen der Mathematik und Informatik an der Radboud-Universität Nijmegen.

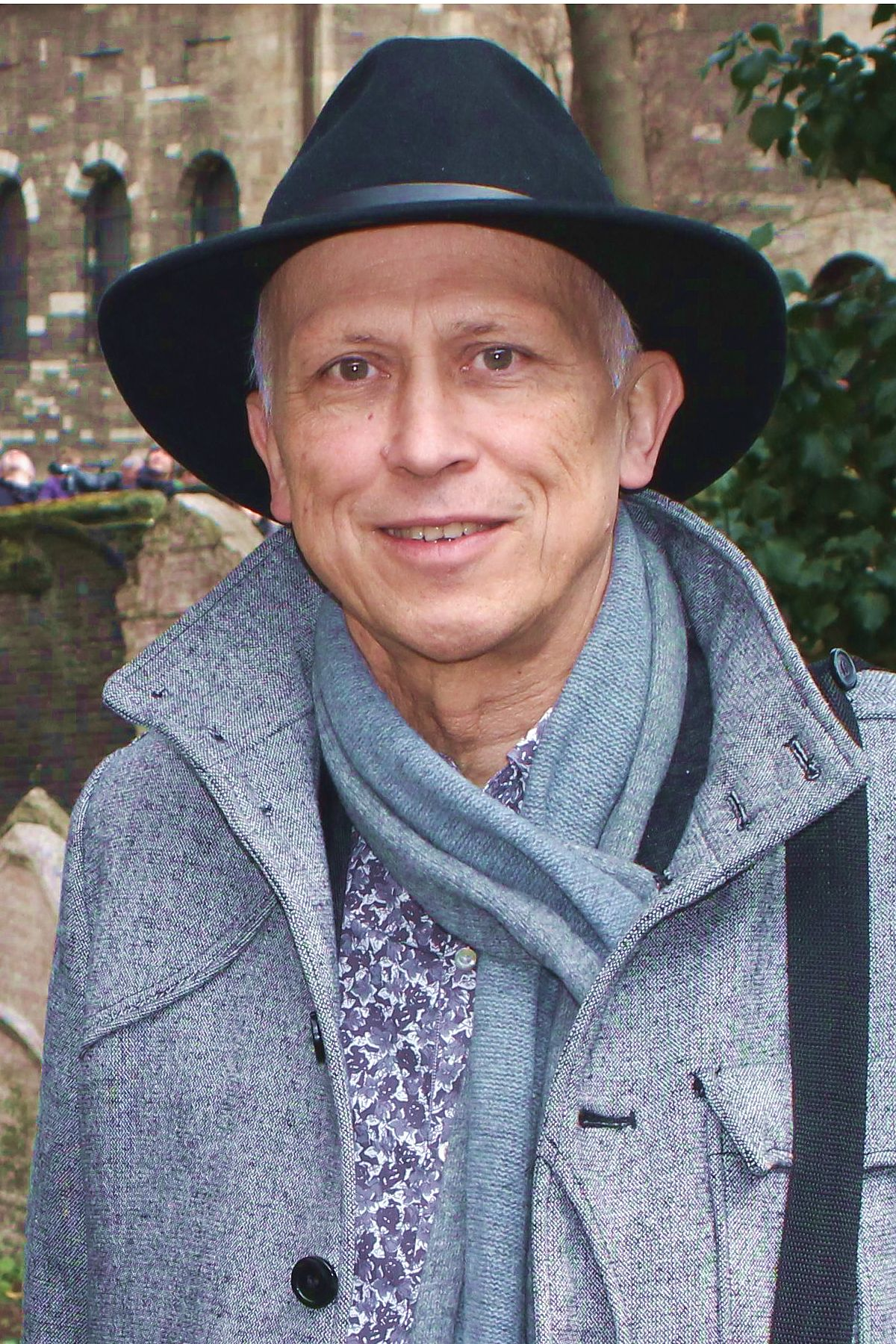
Henk Barendregt 2012

Barendregt studierte an der Universität Utrecht bei Dirk van Dalen und Georg Kreisel und wurde 1971 cum laude promoviert. Er war als Post-Doktorand an der Stanford University und danach an der Universität Utrecht. Er war Gastwissenschaftler an der Technischen Hochschule Darmstadt, der ETH Zürich, in Siena, Kyoto und Adjunct Professor an der Carnegie Mellon University. Seit 1986 ist er Professor in Nijmegen.
Er befasste sich mit dem Lambda-Kalkül und Typentheorie in der Theorie der Programmiersprachen (Lambda-Kubus) und befasst sich mit automatisierten Beweisen, basierend auf dem Automath (Automated verification of mathematics) Projekt von Nicolaas Govert de Bruijn. Außerdem befasst er sich philosophisch (etwa dem Buddhismus) und interdisziplinär mit dem Problem des Bewusstseins.
Barendregt ist Mitglied der Königlich Niederländischen Akademie der Wissenschaften (1997) und der Academia Europaea (1992). 2002 wurde er Ritter des Ordens des Niederländischen Löwen.
2002 erhielt er den Spinoza-Preis. 2012 wurde er Lorentz Fellow.